# 安克尔·布赫
安克尔·布赫（丹麥語：Anker Buch，1940年3月25日—2014年4月1日），是一名丹麦小提琴家。他举办过超过7000个演奏会，具有国际名望。当他十岁时即出版独奏作品。
2014年4月1日，去世，享年74岁。